# Заиллян, Стивен
Стивен Эрнест Бернард Заиллян (арм. Սթիվեն Էռնեստ Բերնարդ Զայիլյան; англ. Steven Ernest Bernard Zaillian, род. 30 января 1953 г. Фресно, Калифорния США) — американский кинорежиссёр, сценарист, монтажёр, продюсер и основатель кинокомпании «Film Rites» армянского происхождения. Обладатель премии «Оскар» 1994 года за сценарий к фильму «Список Шиндлера». Был также трижды номинирован на «Оскар» за сценарии к фильмам «Пробуждение», «Банды Нью-Йорка», «Человек, который изменил все» вместе с Аароном Соркиным. «Таймс» назвала его «самым искусным и проницательным сценаристом Голливуда со времён Роберта Тауна».

## Биография
Родился в городе Фресно, штат Калифорния в армянской семье. Отец — Джеймс Заиллян, репортёр радио новостей. В 1975 году окончил Университет штата в Сан-Франциско со степенью в кинематографии.
Живёт в Лос-Анджелесе, со своей супругой Элизабет Заиллян и их двумя сыновьями Энтони Джеймсом (род. 1985) и Николасом Александром (род. 1989). Корни отца уходят в далёкую Армению, в посёлок Егвард , в один из именитых родов Ходжев

## Фильмография
| Год  |   | Русское название              | Оригинальное название           | Роль                                  |
| ---- | - | ----------------------------- | ------------------------------- | ------------------------------------- |
| 1985 | ф | Агенты Сокол и Снеговик       | The Falcon and the Snowman      | сценарист                             |
| 1990 | ф | Пробуждение                   | Awakenings                      | сценарист                             |
| 1993 | ф | Список Шиндлера               | Schindler's List                | сценарист                             |
| 1993 | ф | В поисках Бобби Фишера        | Searching for Bobby Fischer     | режиссёр, сценарист                   |
| 1993 | ф | Джек-Медведь                  | Jack the Bear                   | сценарист                             |
| 1994 | ф | Прямая и явная угроза         | Clear and Present Danger        | сценарист                             |
| 1996 | ф | Миссия невыполнима            | Mission: Impossible             | сценарист                             |
| 1998 | ф | Гражданский иск               | A Civil Action                  | режиссёр, сценарист                   |
| 2001 | ф | Ганнибал                      | Hannibal                        | сценарист (вместе с Дэвидом Мэметом)  |
| 2002 | ф | Банды Нью-Йорка               | Gangs of New York               | сценарист                             |
| 2005 | ф | Переводчица                   | The Interpreter                 | сценарист (вместе с Скотом Франком)   |
| 2006 | ф | Вся королевская рать          | All the King's Men              | режиссёр, сценарист                   |
| 2007 | ф | Гангстер                      | American Gangster               | сценарист, продюсер                   |
| 2011 | ф | Человек, который изменил всё  | Moneyball                       | сценарист (вместе с Аароном Соркином) |
| 2011 | ф | Девушка с татуировкой дракона | The Girl with the Dragon Tattoo | сценарист                             |
| 2013 | ф | Джек Райан: Теория хаоса      | Jack Ryan: Shadow One           | сценарист (в титрах не указан)        |
| 2014 | ф | Исход: Цари и боги            | Exodus: Gods and Kings          | сценарист                             |
| 2016 | с | Однажды ночью                 | The Night Of                    | режиссёр, сценарист                   |
| 2018 | ф | Красный воробей               | Red Sparrow                     | продюсер                              |
| 2019 | ф | Ирландец                      | The Irishman                    | сценарист                             |
| 2021 | ф | Глубокие воды                 | Deep Water                      | продюсер                              |
| TBA  | ф | TBA                           | A Thousand Splendid Suns        | сценарист                             |
| TBA  | ф | TBA                           | As She Climbed Across the Table | продюсер                              |
| TBA  | ф | Убик                          | Ubik                            | продюсер                              |
| 2024 | с | Рипли                         | Ripley                          | режиссёр, сценарист, продюсер         |

## Награды и номинации
| Премия                              | Год  | Фильм/Сериал                    | Категория                                   | Результат |
| ----------------------------------- | ---- | ------------------------------- | ------------------------------------------- | --------- |
| «Оскар»                             | 1991 | «Пробуждение»                   | Лучший адаптированный сценарий              | Номинация |
| «Оскар»                             | 1994 | «Список Шиндлера»               | Лучший адаптированный сценарий              | Победа    |
| «Оскар»                             | 2003 | «Банды Нью-Йорка»               | Лучший оригинальный сценарий                | Номинация |
| «Оскар»                             | 2012 | «Человек, который изменил всё»  | Лучший адаптированный сценарий              | Номинация |
| «Оскар»                             | 2020 | «Ирландец»                      | Лучший адаптированный сценарий              | Номинация |
| «Золотой глобус»                    | 1994 | «Список Шиндлера»               | Лучший сценарий                             | Победа    |
| «Золотой глобус»                    | 2012 | «Человек, который изменил всё»  | Лучший сценарий                             | Номинация |
| «Золотой глобус»                    | 2020 | «Ирландец»                      | Лучший сценарий                             | Номинация |
| BAFTA                               | 1994 | «Список Шиндлера»               | Лучший адаптированный сценарий              | Победа    |
| BAFTA                               | 2003 | «Банды Нью-Йорка»               | Лучший оригинальный сценарий                | Номинация |
| BAFTA                               | 2008 | «Гангстер»                      | Лучший оригинальный сценарий                | Номинация |
| BAFTA                               | 2012 | «Человек, который изменил всё»  | Лучший адаптированный сценарий              | Номинация |
| BAFTA                               | 2020 | «Ирландец»                      | Лучший адаптированный сценарий              | Номинация |
| «Эмми»                              | 2017 | «Однажды ночью»                 | Лучший мини-сериал                          | Номинация |
| «Эмми»                              | 2017 | «Однажды ночью»                 | Лучший режиссёр мини-сериала                | Номинация |
| «Эмми»                              | 2017 | «Однажды ночью»                 | Лучший сценарий мини-сериала                | Номинация |
| «Эмми»                              | 2019 | «Мой ужин с Эрве»               | Лучший телефильм                            | Номинация |
| «Эмми»                              | 2024 | «Рипли»                         | Лучший мини-сериал                          | Номинация |
| «Эмми»                              | 2024 | «Рипли»                         | Лучший режиссёр мини-сериала                | Победа    |
| «Эмми»                              | 2024 | «Рипли»                         | Лучший сценарий мини-сериала                | Номинация |
| «Выбор критиков»                    | 2012 | «Человек, который изменил всё»  | Лучший адаптированный сценарий              | Победа    |
| «Выбор критиков»                    | 2020 | «Ирландец»                      | Лучший адаптированный сценарий              | Номинация |
| «Спутник»                           | 2011 | «Человек, который изменил всё»  | Лучший адаптированный сценарий              | Номинация |
| «Спутник»                           | 2019 | «Ирландец»                      | Лучший адаптированный сценарий              | Номинация |
| Национальный совет кинокритиков США | 2019 | «Ирландец»                      | Лучший адаптированный сценарий              | Победа    |
| Премия Гильдии режиссёров США       | 2017 | «Однажды ночью»                 | Лучший режиссёр мини-сериала или телефильма | Победа    |
| Премия Гильдии продюсеров США       | 2017 | «Однажды ночью»                 | Лучший мини-сериал                          | Номинация |
| Премия Гильдии продюсеров США       | 2019 | «Мой ужин с Эрве»               | Лучший телефильм                            | Номинация |
| Премия Гильдии сценаристов США      | 1991 | «Пробуждение»                   | Лучший адаптированный сценарий              | Номинация |
| Премия Гильдии сценаристов США      | 1994 | «Список Шиндлера»               | Лучший адаптированный сценарий              | Победа    |
| Премия Гильдии сценаристов США      | 1999 | «Гражданский иск»               | Лучший адаптированный сценарий              | Номинация |
| Премия Гильдии сценаристов США      | 2003 | «Банды Нью-Йорка»               | Лучший оригинальный сценарий                | Номинация |
| Премия Гильдии сценаристов США      | 2011 |                                 | Премия Лорела за вклад в кино               | Победа    |
| Премия Гильдии сценаристов США      | 2012 | «Человек, который изменил всё»  | Лучший адаптированный сценарий              | Номинация |
| Премия Гильдии сценаристов США      | 2012 | «Девушка с татуировкой дракона» | Лучший адаптированный сценарий              | Номинация |
| Премия Гильдии сценаристов США      | 2017 | «Однажды ночью»                 | Лучший адаптированный сценарий мини-сериала | Номинация |
| Премия Гильдии сценаристов США      | 2020 | «Ирландец»                      | Лучший адаптированный сценарий              | Номинация |